# Општина Подгорија (Бузау)
Подгорија (рум. Podgoria) општина је у Румунији у округу Бузау.
Oпштина се налази на надморској висини од 289 m.